# Pascal Lefèvre
Pascal Lefèvre (Tienen, 15 april 1963) is sinds eind jaren 1980 actief als striptheoreticus en -historicus. Hij werkte achtereenvolgens als researcher voor de nationale omroep BRTN, als wetenschappelijk medewerker bij het Belgisch Centrum van het Beeldverhaal en als docent aan verschillende kunsthogescholen, Sint-Lucas in Antwerpen (tot 2006), Sint-Lukas Brussel en MDA in Genk.
In 2003 werd hij doctor in de Sociale Wetenschappen met het allereerste proefschrift over strips in het Nederlandse taalgebied. De laatste jaren maakte hij ook enkele artistieke producties, voornamelijk videos zoals Burning History (2008).

## Boeken
- Lefèvre, Pascal & Van Wonterghem, Geert (eds.), Beeld en Realiteit, Leuven: Centrum voor Communicatiewetenschappen, K. U. Leuven, 1987.
- Lefèvre, Pascal (ed.), L'image BD / Het Stripbeeld, Actes du colloque, Leuven: Open Ogen, 1991.
- Lefèvre, Pascal & Baetens, Jan, Strips anders lezen, Brussel / Amsterdam: Belgisch Centrum van het Beeldverhaal & Sherpa, 1993.
- Baetens, Jan & Lefèvre, Pascal, Pour une lecture moderne de la bande dessinée, Brussel: Centre Belge de la Bande Dessinée, 1993.
- Kerremans, Yves & Lefèvre, Pascal, 50 jaar Nero, kroniek van een dagbladverschijnsel, Antwerpen: Standaard Uitgeverij, 1997.
- Lefèvre, Pascal & Dierick, Charles, Forging A New Medium, The Comic Strip in the 19th Century, Brussel: VUB University Press, 1998 & 2000.
- Lefèvre, Pascal, Willy Vandersteens Suske en Wiske in de krant (1945-1971). Een theoretisch kader voor een vormelijke analyse van strips[1], doctoraat in de Sociale Wetenschappen, Katholieke Universiteit van Leuven, 2003.

## Artistieke productie
- korte experimentele strip Berlin in Frigobox, N°4, Fréon, september 1995.
- 3 korte documentaires over Winsor McCay, Rodolphe Töpffer en Enki Bilal voor Zigurat op de BRTN, 1996-97.
- fotoprint Station Atocha op de tentoonstelling Centrale Werkplaatsen (Leuven, 2006) + publicatie in catalogus Centrale Werkplaatsen, Erfgoedcel Leuven & Stedelijke Academie voor Beeldende Kunst, 2006.
- video installatie Vexations #840 van Yanick D’Hooge, Jes Fink & Pascal Lefèvre tijdens de 24 uur performance van Eric Satie’s Vexations in kunstgalerij Cypres te Leuven, 17-18 februari 2007.
- installatie (video, tekst, 2 fotoprints) The Forbidden Fruit op de tentoonstelling VLEESlijk in Stedelijke Academie voor Beeldende Kunst Leuven, mei 2007.
- one minute video «W E » eerste vertoning op Leuven Draait, 15 september 2007.
- video Portraits de Dominique Goblet (20 min.), eerste vertoning op congres Bande Dessinée et Littérature aan de universiteit van Valencia op 28 november 2007.
- video-opera Burning History[2] (7min30), eerste vertoning op Kulturama te Leuven, 14-17 februari 2008.